# Paul Nurse
Sir Paul Maxime Nurse, PRS, britanski genetik, * 25. januar 1949, Norwich, Anglija.
Nurse je leta 2001 skupaj z Lelandom H. Hartwellom in Timom Huntom prejel Nobelovo nagrado za fiziologijo ali medicino za njihova odkritja, kako ciklini in ciklin-odvisne kinaze regulirajo celični cikel.
Leta 2010 so ga izvolili za predsednika Kraljeve družbe